# Pátzcuaro
Pátzcuaro è una municipalità dello stato di Michoacán, nel Messico centrale, il cui capoluogo è la località omonima.
La municipalità conta 87.794 abitanti (2010) e ha un'estensione di 438,47 km².
Il nome della località significa luogo dove ci sono pali adatti per il tetto.

## Storia
La città fu fondata intorno al 1320, prima capitale dello stato Tarasco e successivamente centro cerimoniale-religioso. In seguito alla conquista spagnola, Vasco de Quiroga si impegnò a rendere Pátzcuaro la capitale della provincia di Michoacán nel regno della Nuova Spagna. Tuttavia, dopo la sua morte, la capitale sarebbe stata trasferita alla vicina Valladolid (oggi Morelia). Pátzcuaro conserva tuttora tipici tratti coloniali ed indigeni, al punto da essere designata come "Pueblo Magico", città magica.